# Howling Bells
Howling Bells — инди-рок-группа, образована в Сиднее в 2004 году. Группа стала известной в Европе сразу же после выхода дебютного альбома Howling Bells (2006). Иногда музыку Howling Bells относят к жанрам кантри-рок и фолк-рок.

## История

### Waikiki
В 1999 году Гленн Моул, Джоэл Штайн, и Хуанита Штайн создали поп-рок-группу Waikiki. В 2000 году они колесили по Австралии как трио. В 2002 году они вместе с ритм-гитарой записали альбом «I’m Already Home», который вошёл в топ-50 альбомов. После к ним присоединился Брендан Пиччио, и Хуанита переключилась на ритм-гитару. В 2004 году они сменили название на Howling Bells. Участники группы считают, что это название лучше передает стиль в котором играет группа.

## Творчество

### Howling Bells (2006)
С выходом альбома группа изменила не только название, но и стиль на инди-рок. Этот альбом спродюсировал Кен Нельсон. Альбом был «готов» ещё в 2005 году, однако не подписав контракт ни с одним лейблом, они гастролировали по Австралии и Европе почти десять месяцев. Альбом был выпущен в мае 2006 года в Великобритании на лейбле Bella Union и в Австралии вышел в то же время. Он получил хорошие отзывы критиков, в том числе «великолепно» 5/5 от musicOMH. NME оценили его 9/10. Альбом «Howling Bells» попал в топ-100 многих европейских чартов. В Австралии почти вошёл в топ-50. Этот Альбом можно назвать самым «тяжёлым» для артистов, поскольку они не имели постоянного места для репетиции и репетировали в любом подходящем для этого месте. В первый альбом вошли следующие треки.
Все тексты написаны Хуанитой Штайн показаны в таблице .
| №                   | Название                           | Автор(ы)                  | Длительность |
| ------------------- | ---------------------------------- | ------------------------- | ------------ |
| 1.                  | «The Bell Hit»                     |                           | 3:15         |
| 2.                  | «Velvet Girl»                      |                           | 3:19         |
| 3.                  | «Low Happening»                    |                           | 3:04         |
| 4.                  | «Broken Bones»                     |                           | 3:19         |
| 5.                  | «Wishing Stone»                    | Juanita Stein, Joel Stein | 3:32         |
| 6.                  | «A Ballad for the Bleeding Hearts» |                           | 3:41         |
| 7.                  | «The Night is Young»               |                           | 3:50         |
| 8.                  | «Across the Avenue»                |                           | 4:01         |
| 9.                  | «Setting Sun»                      | Juanita Stein, B. Picchio | 3:50         |
| 10.                 | «Blessed Night»                    | Juanita Stein, Joel Stein | 3:16         |
| 11.                 | «In the Woods»                     | Juanita Stein, Joel Stein | 4:27         |
| 12.                 | «I’m Not Afraid»                   | Peter Stein               | 2:45         |
| Общая длительность: | Общая длительность:                | Общая длительность:       | 42:19        |

## Состав группы
- Хуанита Штайн (вокал, ритм-гитара)
- Джоэл Штайн (гитара)
- Брендан Пиччио (бас-гитара)
- Гленн Моул (ударные)

## Дискография
- Howling Bells (2006)
- Radio Wars (2009)
- The Loudest Engine (2011)
- Heartstrings (2014)